# حكومة سوريا
حكومة الجمهورية العربية السورية هي حكومة  مركزية أنشأها الدستور السوري، حيث يكون الرئيس هو رأس الدولة ورئيس الوزراء هو رأس الحكومة. وتمارس الحكومة السلطة التنفيذية. ولدى سوريا مجلس تشريعي يضم 250 عضوا. شهدت البلاد حرباً أهلية من عام 2011 ضد مختلف القوى المحلية والأجنبية التي تعارض الحكومة السورية وبعضها البعض، في مجموعات مختلفة، انتهت في عام 2024 بسقوط نظام الأسد. يقع مقر الحكومة في دمشق، سوريا.

## إدارة
وتتكون السلطة التنفيذية من الرئيس ونائبيه ورئيس الوزراء ومجلس الوزراء. ويشترط الدستور أن يكون الرئيس مسلمًا.

### مجلس الوزراء
يتولى مجلس الوزراء، الذي يتكون حاليًا من 30 عضوًا، المهام الإدارية اليومية للحكومة.

### أعضاء الحكومة الحالية
فيما يلي أعضاء حكومة أحمد الشرع الحالية.
| الاسم                 | المنصب                            | منذ            |
| أحمد الشرع            | رئيس الدولة و رئيس الوزراء        | 29 مارس 2025   |
| محمد البشير           | وزير الطاقة                       | 29 مارس 2025   |
| اللواء مرهف أبو قصرة  | وزير الدفاع                       | 21 ديسمبر 2024 |
| أسعد حسن الشيباني     | وزارة الخارجية والمغتربين         | 21 ديسمبر 2024 |
| أنس خطاب              | وزير الداخلية                     | 29 مارس 2025   |
| مظهر عبد الرحمن الويس | وزير العدل                        | 29 مارس 2025   |
| محمد أبو الخير شكري   | وزير الأوقاف                      | 29 مارس 2025   |
| مروان الحلبي          | وزير التعليم العالي والبحث العلمي | 29 مارس 2025   |
| هند قبوات             | وزيرة الشؤون الاجتماعية والعمل    | 29 مارس 2025   |
| محمد عبد الرحمن تركو  | وزير التربية والتعليم             | 29 مارس 2025   |
| محمد يسر برنية        | وزير المالية                      | 29 مارس 2025   |
| نضال الشعار           | وزير الاقتصاد                     | 29 مارس 2025   |
| مصعب نزال العلي       | وزير الصحة                        | 29 مارس 2025   |
| محمد عنجراني          | وزير الإدارة المحلية والبيئة      | 29 مارس 2025   |
| رائد الصالح           | وزير الطوارئ والكوارث             | 29 مارس 2025   |
| عبد السلام هيكل       | وزير الاتصالات                    | 29 مارس 2025   |
| أمجد بدر              | وزير الزراعة                      | 29 مارس 2025   |
| محمد سامح حامض        | وزير الرياضة والشباب              | 29 مارس 2025   |
| مصطفى عبد الرزاق      | وزير الأشغال العامة والإسكان      | 29 مارس 2025   |
| محمد صالح             | وزير الثقافة                      | 29 مارس 2025   |
| مازن الصالحاني        | وزير السياحة                      | 29 مارس 2025   |
| يعرب بدر              | وزير النقل                        | 29 مارس 2025   |
| محمد حسان سكاف        | وزير التنمية                      | 29 مارس 2025   |
| حمزة المصطفى          | وزير الإعلام                      | 29 مارس 2025   |

## السلطة التشريعية
مجلس الشعب السوري هو السلطة التشريعية في سوريا. ويضم 250 عضوًا يتم انتخابهم لمدة أربع سنوات في 15 دائرة انتخابية متعددة المقاعد. أدخل الدستور السوري الجديد لعام 2012 نظام التعددية الحزبية دون ضمان قيادة أي حزب سياسي.

## السلطة القضائية
تشمل السلطة القضائية في سوريا المحكمة الدستورية العليا، ومجلس القضاء الأعلى، ومحكمة التمييز، ومحاكم أمن الدولة. الفقه الإسلامي هو المصدر الرئيسي للتشريع ويحتوي النظام القضائي السوري على عناصر من القوانين العثمانية والفرنسية والإسلامية. يوجد في سوريا ثلاثة مستويات من المحاكم: المحاكم الابتدائية، ومحاكم الاستئناف، والمحكمة الدستورية، وهي المحكمة الأعلى. التعامل مع المحاكم الدينية الأسئلة من قانون الأحوال الشخصية والأسرية.

## مشاركة المنظمات الدولية
1. المصرف العربي للتنمية الاقتصادية في إفريقيا.
2. الصندوق العربي للإنماء الاقتصادي والاجتماعي
3. صندوق النقد العربي
4. مجلس الوحدة الاقتصادية العربية
5. مجلس التعاون الجمركي
6. لجنة الأمم المتحدة الاقتصادية والاجتماعية لغرب آسيا
7. منظمة الأغذية والزراعة
8. مجموعة 24
9. مجموعة الـ 77
10. الوكالة الدولية للطاقة الذرية
11. البنك الدولي للإنشاء والتعمير
12. منظمة الطيران المدني الدولي
13. غرفة التجارة الدولية
14. مؤسسة التنمية الدولية
15. البنك الإسلامي للتنمية
16. الصندوق الدولي للتنمية الزراعية
17. مؤسسة التمويل الدولية
18. منظمة العمل الدولية
19. صندوق النقد الدولي
20. المنظمة البحرية الدولية
21. إنتل سات
22. منظمة الشرطة الجنائية الدولية (الإنتربول)
23. اللجنة الأولمبية الدولية
24. المنظمة الدولية للمعايير
25. الاتحاد الدولي للاتصالات
26. الاتحاد الدولي لجمعيات الصليب الأحمر والهلال الأحمر
27. حركة عدم الانحياز
28. منظمة الأقطار العربية المصدرة للبترول
29. منظمة التعاون الإسلامي
30. الأمم المتحدة
31. لجنة الأمم المتحدة لحقوق الإنسان
32. مؤتمر الأمم المتحدة للتجارة والتنمية
33. منظمة الأمم المتحدة للتنمية الصناعية
34. وكالة الأمم المتحدة لإغاثة وتشغيل اللاجئين الفلسطينيين
35. الاتحاد البريدي العالمي
36. الاتحاد العالمي لنقابات العمال
37. منظمة الصحة العالمية
38. المنظمة العالمية للأرصاد الجوية
39. منظمة السياحة العالمية.

وكانت آخر مرة جلس فيها الدبلوماسيون السوريون في مجلس الأمن التابع للأمم المتحدة (كعضو غير دائم) في ديسمبر/كانون الأول 2003.

## روابط خارجية
- الموقع الرسمي
- الحكومة السورية على مشروع الدليل المفتوح